# Giovanni Battista Rubini
Giovanni Battista Rubini, italijanski operni pevec tenorist, * 7. april 1794, Romano di Lombardia, Italija, † 3. marec 1854, Romano di Lombardia.

## Življenje
Bil je najpopularnejši tenorist svojega časa. Imenovali so ga tudi »kralj romantičnih tenorjev«. Nastopal je na krstnih predstavah skladateljev Vincenza Bellinija, Gaetana Donizettija, Gioachinna Rossinija.
Pogosto je nastopal skupaj še s tremi pevci: Giulio Grisi, Antonijem Tamburinijem in Luigijem Lablachem.
Pel je na večini tedaj največjih opernih odrov Evrope, od Italije do Pariza in Londona.
1. 1 2  data.bnf.fr: platforma za odprte podatke — 2011.
2. 1 2  Encyclopædia Britannica
3. 1 2  Archivio Storico Ricordi — 1808.